# Anne Gallinat
Anne Gallinat (* 11. Februar 1965 in Potsdam-Babelsberg) ist eine deutsche Autorin.

## Werdegang
Gallinat studierte von 1986 bis 1990 an der Hochschule für Film und Fernsehen Potsdam und schloss ihr Studium als Filmdramaturgin ab. Seit 1995 lebt sie in Saalfeld und arbeitet seit 1999  als freiberufliche Autorin.

## Bücher
- Fidel Schnidel Lumpensack. Kinderbuch, Manuela Kinzel Verlag, Dessau 2003.
- Der blutrote Ahornbaum, Roman, Wiesenburg Verlag, Schweinfurt 2004.
- Straßenhändler. Kinderbuch, Wagner Verlag, Gelnhausen 2005.
- Märchenzauber für die Grundschule. Märchendramen für Kinder, Auer Verlag, Donauwörth 2006
- Wie Brüderchen Roman geboren wurde. Erzählung, Thüringer Landeszeitung, 2006
- Honigtau. Kindererzählung, in einer Anthologie des Thüringer Schriftstellerverbands mit dem Titel „Bis bald im Wald“, KLAK-Verlag 2015.
- Hannes' Bistro. Roman (überarbeitete Fassung), Verlag Tasten & Typen, Tabarz 2015.
- Jannes Villa. Jugendbuch, Verlag Tasten & Typen, Tabarz 2019.

## Einzelveröffentlichungen
- Die Geschichte von Louis Kann-Nicht. Kindererzählung, in einer Anthologie mit Geschichten und Gedichten Thüringer Autoren, Herausgeber Friedrich-Bödecker-Kreis Thüringen, dorise-Verlag 2010.
- Hochstand. Erzählung, Thüringer Literaturzeitschrift „Palmbaum - Literarisches Journal aus Thüringen“, Bucha 2012.
- Schweinelende mit Christkindeln. Erzählung, Ostthüringische Zeitung, 2012.